# 利根運河

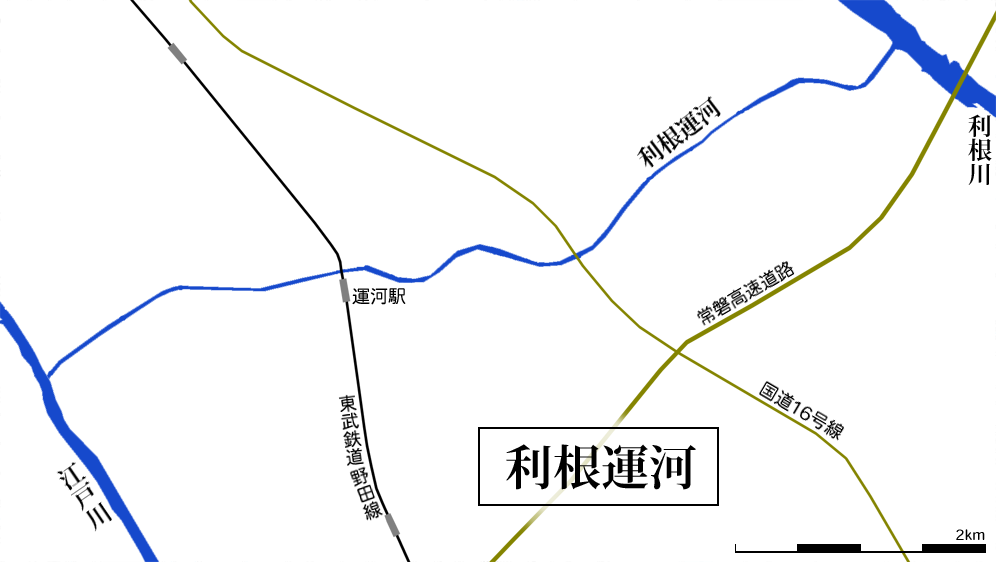
流路

利根運河（とねうんが）は、千葉県柏市、流山市、野田市を流れる、利根川と江戸川をつなぐ一級河川の運河（人工河川）。日本初の西洋式運河である。

## 現状
全長は約8.5キロメートル。明治時代の開削と前後して、東京湾に直接乗り入れる汽船や鉄道が整備されたため、太平洋戦争前には舟運の役割はほぼ終えている。現在は行楽地となっており、利根運河にちなんで命名された東武野田線の運河駅周辺には、流山市立の運河水辺公園や利根運河交流館、工事の中心となったオランダ人技師ムルデルの顕彰碑、大阪・通天閣のものと似たビリケン像などが整備されている。また、東京理科大学野田キャンパス最寄駅の運河駅付近は、春には見事な桜並木を見ることができる。
過去の経緯から、現在の水量の割には土手が広大となっている。

## 橋梁・水門
- 船戸橋（千葉県道・茨城県道46号野田牛久線）
- 運河水門
- 水堰橋（千葉県道7号我孫子関宿線）
- 山高野歩道橋
- 柏大橋（国道16号）
- ふれあい橋
- 東武野田線運河橋梁（東武野田線）
- 運河橋（旧千葉県道5号松戸野田線）
- 西深井歩道橋
- 運河大橋（旧松戸野田有料道路・千葉県道5号松戸野田線）
- 第二深井新田橋
- 深井新田橋（千葉県道401号松戸野田関宿自転車道線）

### 座標

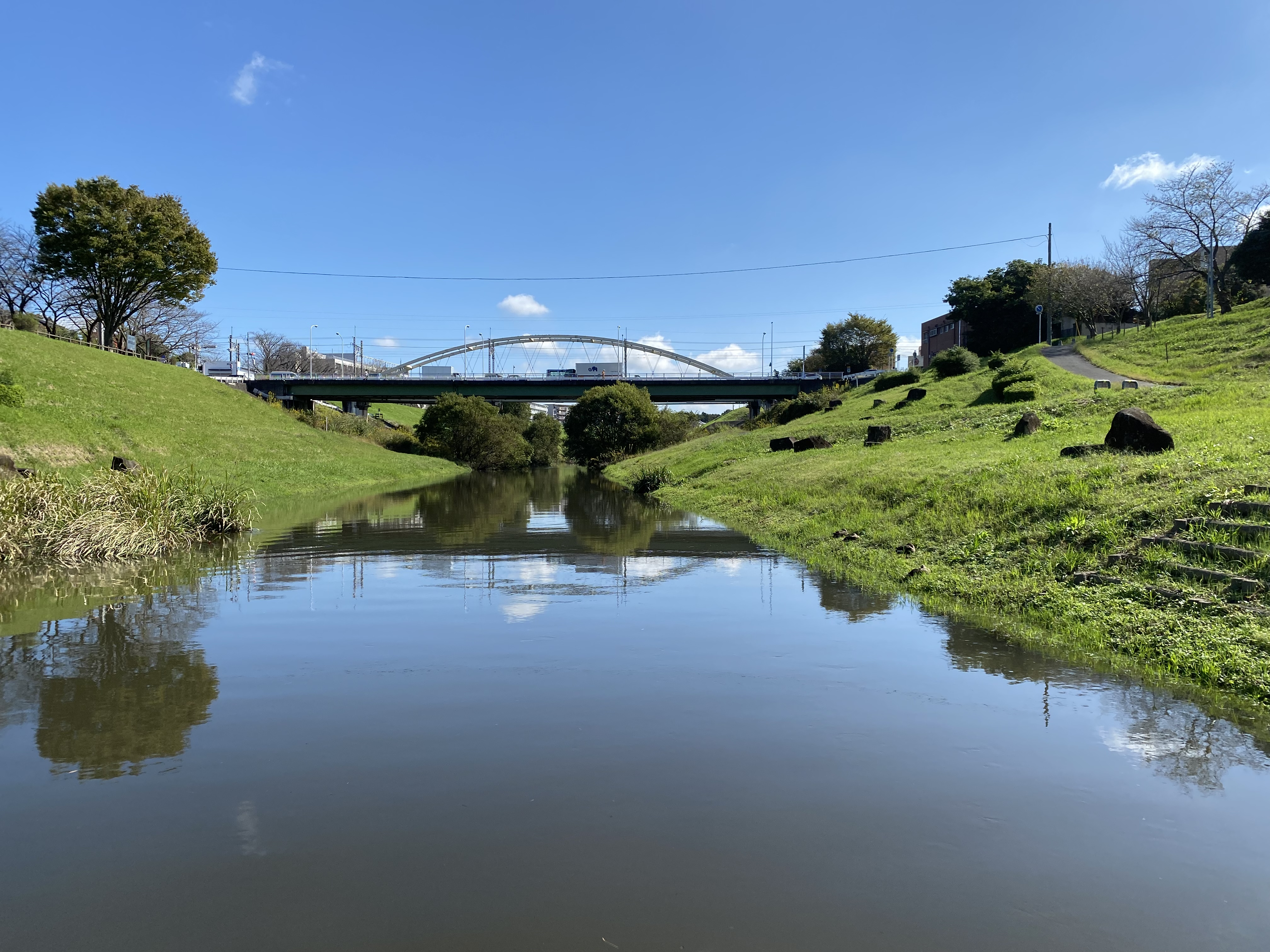
運河橋

- 江戸川口:北緯35度54分30秒 東経139度52分45秒 / 北緯35.908243度 東経139.879070度
- 運河駅:北緯35度54分53秒 東経139度54分21秒 / 北緯35.914639度 東経139.905833度
- 東武野田線運河橋梁:北緯35度54分58秒 東経139度54分21秒 / 北緯35.916062度 東経139.905741度座標: 北緯35度54分58秒 東経139度54分21秒 / 北緯35.916062度 東経139.905741度
- 現利根川口:北緯35度55分56秒 東経139度57分22秒 / 北緯35.932293度 東経139.956001度
- 旧利根川口:北緯35度55分42秒 東経139度57分41秒 / 北緯35.928401度 東経139.961258度
- 江戸川河口:北緯35度40分15秒 東経139度57分01秒 / 北緯35.670721度 東経139.950379度
- 利根川河口:北緯35度44分29秒 東経140度50分58秒 / 北緯35.741463度 東経140.849348度
- 関宿:北緯36度06分15秒 東経139度47分13秒 / 北緯36.104112度 東経139.786839度

## 沿革

### 前史
水害防止などを目的として江戸時代初期に行われた利根川東遷事業などの河川工事により、関東地方の川筋が大きく変えられ、利根川は関宿で、銚子にいたる現・利根川と、東京湾に至る現・江戸川とに分流された。この結果、東北地方の太平洋岸と江戸を結ぶ水運のルートとして、房総半島を回るルートのほかに、銚子から利根川を遡行し、関宿を経由して江戸川を下るルートが開拓された。このルートには、一部に浅瀬があって大型船が通航できず積み替えが必要だったこと、距離が長かったことなどの理由から、関宿まで遡らずに、途中を陸路でショートカットする場合があった。
明治時代になり、貨物の輸送量が増えたことから、この陸路でのショートカットの部分に運河を開削するという計画が立てられた。調査にあたったのは、1873年（明治6年）に来日したオランダ人の土木技術者のヨハニス・デ・レーケである。そして東京府、千葉県、茨城県の陳情により、1886年（明治19年）に内務大臣の山縣有朋が政府の事業として認定。しかし、翌1887年（明治20年）には、内務省が財政上の理由として中止を命じ、民間企業として建設すべく利根運河株式会社が設立された。
運河開削とは別に、利根川と江戸川間を結ぶ鉄道（ドコービル鉄道計画）を、航運会社（いろは丸を就航）関係者が計画した。この計画は、江戸川左岸の加と利根川右岸の花野井間約10kmを、フランス人のポール・ドコービルの発明による軽便鉄道で結ぶもので、1883年（明治16年）5月、航運会社社長林千尋や、石川島造船所（後のIHI）の平野富二が地元豪商等14人とともに千葉県に出願した。しかし、航運会社が他社との競争に敗れたことと、利根運河が計画されたため、実現しなかった。

### 利根運河株式会社時代
工事を監督したのは、1879年（明治12年）に来日したオランダ人技術者のローウェンホルスト・ムルデルである（ムルデルの顕彰碑が、運河駅近傍の流山市立運河水辺公園に設置されている）。この計画は、単に利根川と江戸川を結ぶだけではなく、茨城県沖の鹿島灘をショートカットする内陸水路の建設とも連携し、太平洋岸の水運を一気に改善しようする壮大な計画の一環であった。
1885年（明治18年）にムルデルが江戸利根両川間三ヶ尾運河計画書を提出し、1886年（明治19年）1月12日に改修計画に着手した。1889年（明治20年）5月9日に千葉県庁へ利根運河開削願を提出し、同年11月10日に許可が出た。
開削許可に先立ち、1888年（明治21年）7月14日に起工、約57万円の費用と延べ220万人により、1890年（明治23年）2月25日に通水、同年3月25日に通船、同年6月18日に竣工式を開催した。工事期間中、ムルデルは、近隣の民家に泊まりこみ陣頭指揮にあたっていたが、完成の一カ月前に雇用期限が来たため帰国せざるを得なかった。このため式典ではムルデルの祝辞（訳文）が代読されている。

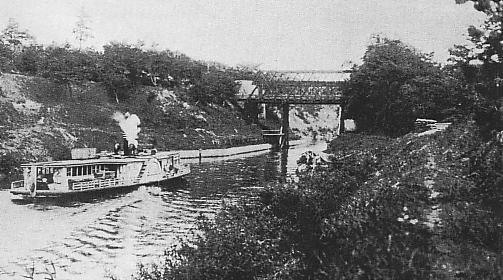
1915年（大正4年）の利根運河

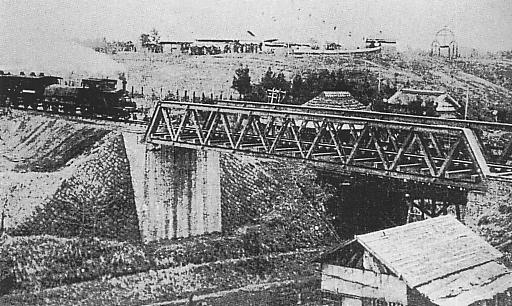
利根運河を越える千葉県営軽便鉄道の列車（大正時代）

太政官布告に基き、原資償却を目的に、使用料の徴收を内務省が免許し、1887年（明治20年）11月から1949年（昭和24年）3月までの免許を、利根運河株式会社は保有していた。
利根運河株式会社の本社は、江戸川口の深井新田に置かれ、利根川口の船戸と、江戸川口の深井新田に、通航料を徴収する収入所が置かれ、付近一帯は船頭や船客相手の料理屋、食料品店、雑貨屋、回船問屋などが立ち並んだ。利根運河株式会社は、運河大師の勧請や桜並木の植樹等を行い、運河の観光地化を図り、現在の流山街道付近から江戸川口まで店が並び賑わいをみせた。
1891年（明治24年）の舟運は年間約37,600隻で、1892年（明治25年）4月14日に内国通運会社（現在の日本通運）が、利根運河に初めて汽船の運河往復試運転を実施、1893年（明治26年）4月1日に銚子汽船（後の銚子通運会社、銚子合同汽船会社）が初就航し、銚子-東京間は6時間短縮された。1895年（明治28年）2月15日には、東京-銚子間の直行の汽船が就航し、東京-小名木川-江戸川-利根運河-利根川-銚子の144kmを18時間で結んだ。
1896年（明治29年）7月22日に、台風による洪水（新潟県では横田切れが発生）で利根川と鬼怒川の合流点の河底が上がり、運河の水流が逆（利根川から江戸川へ）になった。田中村大青田総代人が、洪水の損害賠償を利根運河会社に請求した。
1896年（明治29年）12月25日に日本鉄道土浦線（後の常磐線）が開通すると、それまで蒸気船で1泊2日を要した都心まで、わずか2時間で結ばれた。1897年（明治30年）6月1日、銚子-東京間に総武鉄道（後の総武本線）が開通し、所要時間が従来の5分の1（4時間）となった。これにより、長距離航路は急激に衰退し、運河の最盛期は、開通から1910年（明治43年）頃までのわずか20年程度であった。
1900年（明治33年）、国の河川政策が大きく変わる。今までは水運を優先して、水深を深して川幅を狭くしていたが、水害対策を優先する方針に変わり、川幅を広げて堤防を高くした結果、水深が浅くなって汽船の運行が困難になった。また、汽船乗り場が町から離れ貨物の積み替えも不便になり、水運が衰退する要因となった。
1914年（大正3年）時点での運河敷地面積は52町2反歩であった。
1935年（昭和10年）9月26日に、台風前面の温暖前線による豪雨が襲い大洪水となった（烏川災害）。利根川側の水門は閉鎖されていたものの、江戸川からの逆流によって、利根川運河水堰の田中村・福田村両翼護岸が崩壊・越流破堤し、約200町歩の耕地へ氾濫・浸水した。
1937年（昭和12年）の舟運は年間約6,500隻程度に減少した。
1939年4月、利根川増補計画が内務省より告示された。1935年の洪水の反省から、運河両岸の堤防を大幅に強化するとともに、利根川と江戸川の高水位の差（1935年の洪水時は2メートル）を利用し、高水時は本運河を利用して利根川の洪水のうち500m3/sを江戸川へ放水することとした。

### 国有化後

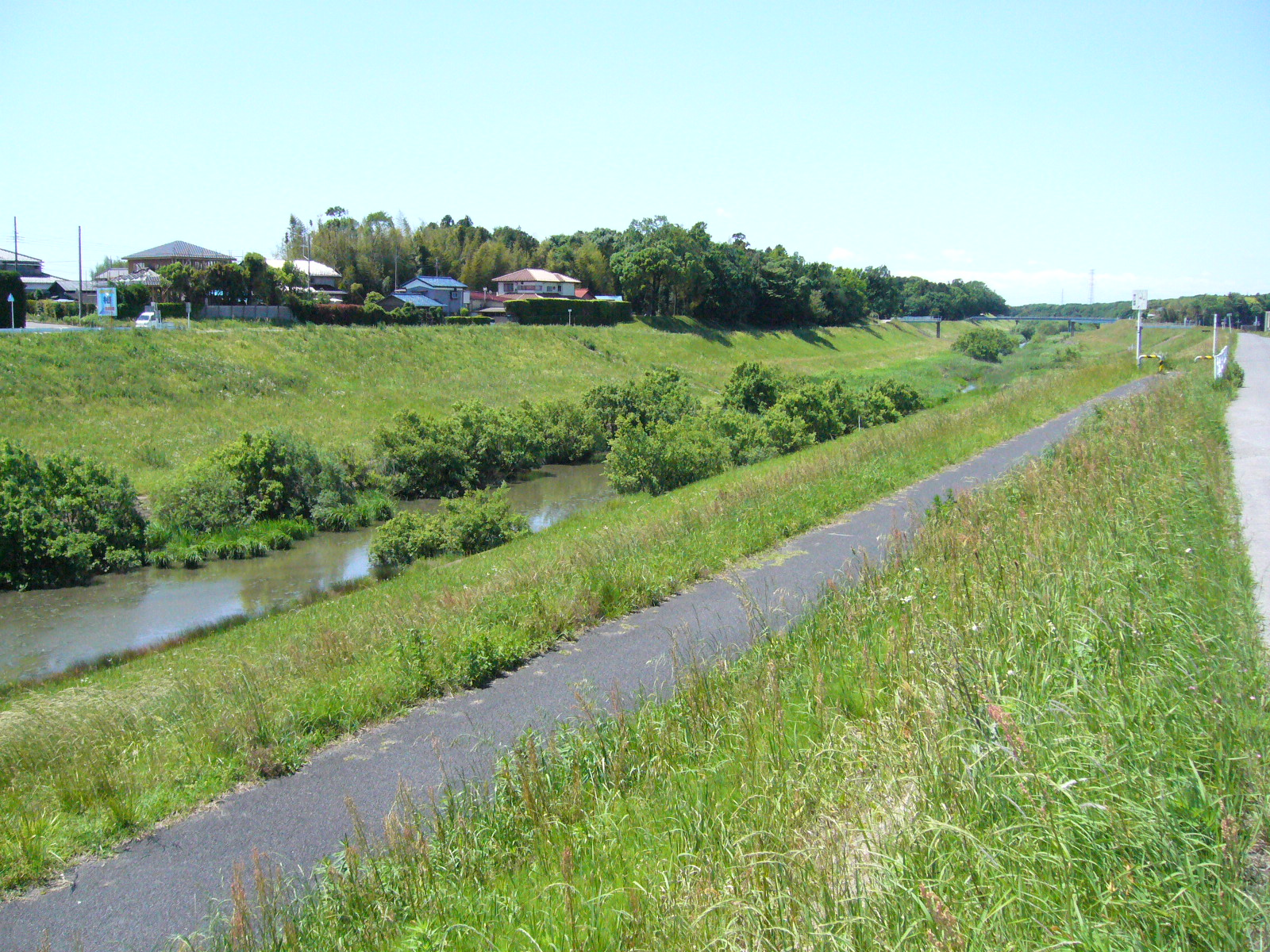
野田市内を通る利根運河（2007年5月）

1941年（昭和16年）7月22日に、台風第8号により利根川からの洪水流が押し寄せ、水堰（現在の水堰橋付近）や三ヶ尾の堤防を破壊し、運河の通航はほぼ不可能となった。これにより会社は破綻し、同年12月31日に、洪水対策として利根川の洪水を江戸川に分水する名目で215,556円で国に買収され国有化された。利根川増補計画（1939年策定）に基づき、洪水を受容する流水断面確保のため、内務省により堤防の拡幅と嵩上げが行われ、両岸堤防上の6千本の桜は切られ、運河沿いの商店や住居も立ち退きを命じられ、利根川からの水も断ち切られた。
1942年（昭和17年）に内務省第一区土木監督署江戸川増補維持事務所（現在の国土交通省関東地方整備局江戸川河川事務所）運河出張所が置かれ、1943年（昭和18年）1月22日に派川利根川へ改称された。
利根川増補計画では、堤防拡張や浚渫によって派川利根川を強化・整備し、利根川の洪水を江戸川へと分派させるために用いる予定だった。しかし、埼玉県知事（江戸川接続点の対岸は埼玉県）が「派川利根川合流地点の江戸川堤防が決壊する恐れがある」との懸念を表明し、調整は難航。一方、利根川方では川砂採取が隆盛を極めており、現状の橋梁だけでは往来に危険が伴うことから、派川利根川の利根川口を堤防で仕切り、堤防上を道路とすることになった。これにより洪水を分派させる計画は事実上中止となり、派川利根川は周辺の排水を流すだけの川となった。
1965年（昭和40年）4月1日に、一級河川となった。
首都圏の水需要を賄う目的で、利根川から江戸川へ導水するための利根川広域導水事業が開始された。その導水ルートの一つである野田緊急暫定導水路として派川利根川が再利用されることとなった。1972年（昭和47年）に野田緊急暫定導水路工事が着工し、1973年（昭和48年）に北千葉導水路整備のため、暫定的な水路として通水が再開され、1975年（昭和50年）に、利根川口の堤防撤去と、500m程下流にあった利根川との接続点の移動および野田導水機場（運河水門）の設置が行われ、派川利根川に流れが戻った。
1987年（昭和62年）5月31日に流山市立運河水辺公園が開園し、1990年（平成2年）6月8日に利根運河に改称。
2000年（平成12年）4月に北千葉導水路が完成し導水路としての役目を終えた現在では、水質改善を図ることを主眼に、年間20日あまり4-6時間/日の頻度で、吐出量2.0m3/sのポンプを用いて利根川から導水が行われ、環境用水として親水公園の整備などが行われている。
2006年2月、利根川水系河川整備基本方針が策定され、利根川からの500m3/sの洪水分派計画が削除された。
2006年（平成18年）度には、土木学会が選奨土木遺産に、2007年（平成19年）11月30日には、経済産業省が近代化産業遺産に認定した。
2018年（平成30年）度には、千葉県の「次世代に残したいと思う『ちば文化資産』」に認定された。

## 関連文献
- 白土貞夫、羽成裕子『水郷汽船史』〈ふるさと文庫〉筑波書林、1984年1月、国立国会図書館 蔵